# Simulium vantshum
Simulium vantshum es una especie de insecto del género Simulium, familia Simuliidae, orden Diptera.

## Distribución
Se distribuye por Tayikistán.

## Taxonomía
Fue descrita científicamente por Chubareva, 2000.